# Bhavani Thuraisingham

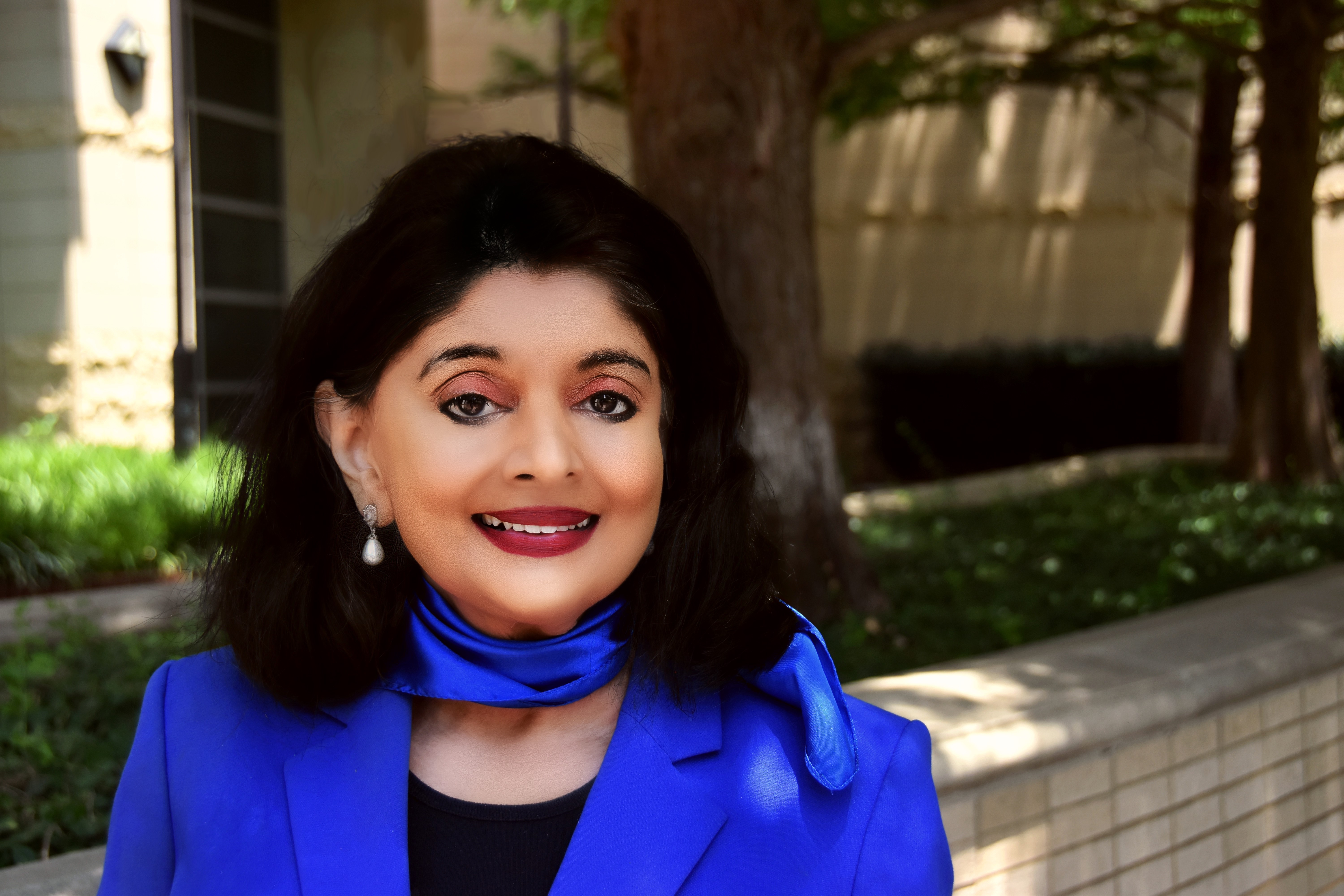
Bhavani Thuraisingham

Bhavani Thuraisingham (* 1955 oder 7. November 1954 in Ceylon) ist eine US-amerikanische Informatikerin tamilischer Herkunft.

## Leben
Thuraisingham studierte Mathematik und Physik an der Universität Colombo. Bis 1984 machte sie ihren Abschluss als M.Sc. an der Universität Bristol und der University of Minnesota und erhielt 1979 einen PhD von der University of Wales, Swansea.
Anschließend war Thuraisingham 1983–1986 für die Control Data Corporation (CDCNET), 1986–1989 für Honeywell in einem Projekt über Air-Force-Datenbanken und danach bis 2005 für die MITRE Corporation, u. a. für das Massive Digital Data Systems-Projekt, tätig.
Seit 2004 ist sie Professorin an der University of Texas at Dallas.
Thuraisingham ist Fellow der Association for Computing Machinery.